# 戈蟋属
戈蟋属（学名：Gorochovius）为钟蟋科的一个属。本属由谢令德教授在2003年建立，以为蟋蟀分类学作出贡献的俄国Gorochov教授的名字命名。

## 下属物种
本属包括以下物种：
- 暗色戈蟋 Gorochovius furvus Ma & Ma, 2019
- 三脉戈蟋 Gorochovius trinervus Xie, Zheng & Li, 2004